# Championship League Snooker 2023
Championship League Snooker 2023 – pierwszy rankingowy turniej snookerowy sezonu 2023/2024. to dwudziesta pierwsza edycja zawodów snookerowych rozgrywanych w Morningside Arena w Leicester w Anglii. W turnieju wystąpiło 128 zawodników, którzy w 42 grupach rozegranych na przestrzeni jednego miesiąca (26 czerwca – 21 lipca) rozegrali swoje mecze.
Zwycięzcą został Shaun Murphy, który finale pokonał Marka Williamsa 3:0.

## Format turnieju
- Wszystkie mecze faz grupowych są rozgrywane w formacie lepszy z 4 frejmów – mecz do trzech wygranych z możliwym zakończeniem przy remisie 2–2.
- Za zwycięstwo w meczu fazy grupowej przydzielane są 3 punkty, za remis 1 punkt, zaś za porażkę 0 punktów.
- Kryteria klasyfikowania zawodników w grupach: większa liczba zdobytych punktów, różnica frejmów, zwycięzca bezpośredniego spotkania (w przypadku liczby zawodników większej niż dwóch zastosowanie ma „małą tabela”), najwyższy break w danej grupie.
- W pierwszym etapie 128 zawodników zostało przydzielonych do trzydziestu dwóch 4-osobowych grup. W nich zawodnicy rywalizowali w systemie każdy z każdym. Zwycięzcy grup awansowali do drugiego etapu.
- W drugim etapie 32 zawodników zostało przydzielonych do ośmiu 4-osobowych grup. W nich zawodnicy rywalizowali w systemie każdy z każdym. Zwycięzcy grup awansowali do trzeciego etapu.
- W trzecim etapie 8 zawodników zostało przydzielonych do dwóch 4-osobowych grup. W nich zawodnicy rywalizowali w systemie każdy z każdym. Zwycięzcy grup awansowali do meczu finałowego.
- W meczu finałowym do trzech wygranych partii, dwóch zawodników zmierzyło się o triumf w całych zawodach[4].

## Zawodnicy

### Etap 1
Grupa 1 (10.07.2023): Michael Holt, Scott Donaldson, Rod Lawler, Alfred Burden

Grupa 2 (11.07.2023): Judd Trump, Xu Si, Jimmy White, Reanne Evans

Grupa 3 (26.06.2023): Sean McAllister, Craig Steadman, Adam Duffy, Ashley Carty

Grupa 4 (12.07.2023): Shaun Murphy, Tian Pengfei, Lukas Kleckers, Andrew Pagett

Grupa 5 (29.06.2023): Kyren Wilson, Andy Hicks, Josh Mulholland, Louis Heathcote

Grupa 6 (30.06.2023): Mark Williams, Dylan Emery, Ken Doherty, Daniel Holoyda

Grupa 7 (6.07.2023): Allister Carter, Jackson Page, Long Zehuang, Ryan Davies

Grupa 8 (7.07.2023): Robert Milkins, Dominic Dale, Muhammad Asif, Alex Taubman

Grupa 9 (14.07.2023): Gary Wilson, John Astley, Nutcharut Wongharuthai, Ma Hailong

Grupa 10 (28.06.2023): Ryan Day, Michael White, Himanshu Dinesh Jain, Jiang Jun

Grupa 11 (27.06.2023): Hossein Vafaei, Aaron Hill, Martin O’Donnell, Fergal Quinn

Grupa 12 (12.07.2023): Barry Hawkins, Zhang Anda, Sanderson Lam, Jamie O’Neill

Grupa 13 (13.07.2023): David Gilbert, Yuan Sijun, Sean O’Sullivan, Ishpreet Singh Chadha

Grupa 14 (14.07.2023): Ricky Walden, David Lilley, Peng Yisong, Liu Hongyu

Grupa 15 (4.07.2023): Stuart Bingham, Matthew Stevens, Allan Taylor, Duane Jones

Grupa 16 (3.07.2023): Jimmy Robertson, Ben Woollaston, Liam Graham, Peter Lines

Grupa 17 (5.07.2023): Zhou Yuelong, Ashley Hugill, Oliver Brown, Chris Totten

Grupa 18 (11.07.2023): Joe Perry, Jamie Clarke, Andy Lee, Stuart Carrington

Grupa 19 (10.07.2023): Noppon Saengkham, Mark Davis, Jenson Kendrick, Ross Muir

Grupa 20 (8.07.2023): Matthew Selt, James Cahill, Andres Petrov, Sydney Wilson

Grupa 21 (27.06.2023): Chris Wakelin, Oliver Lines, Anton Kazakov, Liam Pullen

Grupa 22 (28.06.2023): Joe O’Connor, Robbie Williams, Zak Surety, Alfie Davies

Grupa 23 (7.07.2023): Fan Zhengyi, Sam Craigie, Fergal O’Brien, Ahmed Aly

Grupa 24 (6.07.2023): Pang Junxu, Wu Yize, Hammad Miah, Stan Moody

Grupa 25 (8.07.2023): Si Jiahui, Mark Joyce, Mohamed Ibrahim, Haydon Pinhey

Grupa 26 (5.07.2023): Jak Jones, Jamie Jones, Rebecca Kenna, Dean Young

Grupa 27 (30.06.2023): Jordan Brown, Julien Leclercq, Joshua Thomond, Barry Pinches

Grupa 28 (4.07.2023): Anthony Hamilton, Ben Mertens, Ryan Thomerson, Xing Zihao

Grupa 29 (29.06.2023): Thepchaiya Un-Nooh, Elliot Slessor, Victor Sarkis, Florian Nüßle

Grupa 30 (26.06.2023): Graeme Dott, David Grace, Daniel Wells, Andrew Higginson

Grupa 31 (13.07.2023): Cao Yupeng, Lü Haotian, Ian Burns, Steven Hallworth

Grupa 32 (3.07.2023): Xiao Guodong, Martin Gould, Alexander Ursenbacher, Rory McLeod

### Etap 2
Grupa A (19.07.2023): Michael Holt, Ben Woollaston, Zhou Yuelong, Xiao Guodong

Grupa B (20.07.2023): Judd Trump, Matthew Stevens, Joe Perry, Cao Yupeng

Grupa C (18.07.2023): Ashley Carty, Liu Hongyu, Noppon Saengkham, Daniel Wells

Grupa D (19.07.2023): Shaun Murphy, David Gilbert, James Cahill, Thepchaiya Un-Nooh

Grupa E (17.07.2023): Kyren Wilson, Sanderson Lam, Chris Wakelin, Anthony Hamilton

Grupa F (17.07.2023): Mark Williams, Martin O’Donnell, Robbie Williams, Barry Pinches

Grupa G (20.07.2023): Long Zehuang, Michael White, Sam Craigie, Jak Jones

Grupa H (18.07.2023): Robert Milkins, John Astley, Pang Junxu, Si Jiahui

### Etap 3
Grupa 1 (21.07.2023): Xiao Guodong, Shaun Murphy, Chris Wakelin, Robert Milkins

Grupa 2 (21.07.2023): Cao Yupeng, Noppon Saengkham, Mark Williams, Sam Craigie
Finał (21.07.2023): Shaun Murphy, Mark Williams

## Nagrody

### Etap 1
- Zwycięzca – 3,000 £
- Drugie miejsce – 2,000 £
- Trzecie miejsce – 1,000 £

### Etap 2
- Zwycięzca – 4,000 £
- Drugie miejsce – 3,000 £
- Trzecie miejsce – 2,000 £
- Czwarte miejsce – 1,000 £

### Etap 3
- Zwycięzca – 6,000 £
- Drugie miejsce – 4,000 £
- Trzecie miejsce – 2,000 £
- Czwarte miejsce – 1,000 £

### Finał
- Zwycięzca – 20,000 £
- Finalista – 10,000 £

Łączna pula nagród – 328 000 £

## Etap 1

### Grupa 1
| Poz. | Zawodnik        | M | Z | R | P | Frejmy wygrane | Frejmy przegrane | Różnica frejmów | Pkt |
| ---- | --------------- | - | - | - | - | -------------- | ---------------- | --------------- | --- |
| 1    | Michael Holt    | 3 | 2 | 0 | 1 | 7              | 4                | +3              | 6   |
| 2    | Alfred Burden   | 3 | 2 | 0 | 1 | 6              | 4                | +2              | 6   |
| 3    | Rod Lawler      | 3 | 1 | 1 | 1 | 5              | 6                | -1              | 4   |
| 4    | Scott Donaldson | 3 | 0 | 1 | 2 | 4              | 8                | -4              | 1   |

- Michael Holt 3-0 Alfred Burden
- Scott Donaldson 2-2 Rod Lawler
- Scott Donaldson 1-3 Alfred Burden
- Michael Holt 1-3 Rod Lawler
- Rod Lawler 0-3 Alfred Burden
- Michael Holt 3-1 Scott Donaldson

### Grupa 2
| Poz. | Zawodnik     | M | Z | R | P | Frejmy wygrane | Frejmy przegrane | Różnica frejmów | Pkt |
| ---- | ------------ | - | - | - | - | -------------- | ---------------- | --------------- | --- |
| 1    | Judd Trump   | 3 | 2 | 1 | 0 | 8              | 2                | +6              | 7   |
| 2    | Xu Si        | 3 | 1 | 2 | 0 | 7              | 4                | +3              | 5   |
| 3    | Reanne Evans | 3 | 1 | 1 | 1 | 5              | 6                | -1              | 4   |
| 4    | Jimmy White  | 3 | 0 | 0 | 3 | 1              | 9                | -8              | 0   |

- Judd Trump 3-0 Reanne Evans
- Xu Si 3-0 Jimmy White
- Xu Si 2-2 Reanne Evans
- Judd Trump 3-0 Jimmy White
- Jimmy White 1-3 Reanne Evans
- Judd Trump 2-2 Xu Si

### Grupa 3
| Poz. | Zawodnik        | M | Z | R | P | Frejmy wygrane | Frejmy przegrane | Różnica frejmów | Pkt |
| ---- | --------------- | - | - | - | - | -------------- | ---------------- | --------------- | --- |
| 1    | Ashley Carty    | 3 | 1 | 2 | 0 | 7              | 4                | +3              | 5   |
| 2    | Sean McAllister | 3 | 1 | 2 | 0 | 7              | 5                | +2              | 5   |
| 3    | Craig Steadman  | 3 | 0 | 3 | 0 | 6              | 6                | 0               | 3   |
| 4    | Adam Duffy      | 3 | 0 | 1 | 2 | 3              | 8                | -5              | 1   |

- Sean McAllister 2-2 Ashley Carty
- Craig Steadman 2-2 Adam Duffy
- Craig Steadman 2-2 Ashley Carty
- Sean McAllister 3-1 Adam Duffy
- Adam Duffy 0-3 Ashley Carty
- Sean McAllister 2-2 Craig Steadman

### Grupa 4
| Poz. | Zawodnik       | M | Z | R | P | Frejmy wygrane | Frejmy przegrane | Różnica frejmów | Pkt |
| ---- | -------------- | - | - | - | - | -------------- | ---------------- | --------------- | --- |
| 1    | Shaun Murphy   | 3 | 3 | 0 | 0 | 9              | 2                | +7              | 9   |
| 2    | Tian Pengfei   | 3 | 2 | 0 | 1 | 7              | 5                | +2              | 6   |
| 3    | Lukas Kleckers | 3 | 1 | 0 | 2 | 5              | 6                | -1              | 3   |
| 4    | Andrew Pagett  | 3 | 0 | 0 | 3 | 1              | 9                | -8              | 0   |

- Shaun Murphy 3-0 Andrew Pagett
- Tian Pengfei 3-1 Lukas Kleckers
- Tian Pengfei 3-1 Andrew Pagett
- Shaun Murphy 3-1 Lukas Kleckers
- Lukas Kleckers 3-0 Andrew Pagett
- Shaun Murphy 3-1 Tian Pengfei

### Grupa 5
| Poz. | Zawodnik        | M | Z | R | P | Frejmy wygrane | Frejmy przegrane | Różnica frejmów | Pkt |
| ---- | --------------- | - | - | - | - | -------------- | ---------------- | --------------- | --- |
| 1    | Kyren Wilson    | 3 | 3 | 0 | 0 | 9              | 1                | +8              | 9   |
| 2    | Louis Heathcote | 3 | 2 | 0 | 1 | 6              | 4                | +2              | 6   |
| 3    | Andy Hicks      | 3 | 1 | 0 | 2 | 4              | 6                | -2              | 3   |
| 4    | Josh Mulholland | 3 | 0 | 0 | 3 | 1              | 9                | -8              | 0   |

- Kyren Wilson 3-0 Louis Heathcote
- Andy Hicks 3-1 Josh Mulholland
- Andy Hicks 1-3 Louis Heathcote
- Kyren Wilson 3-0 Josh Mulholland
- Josh Mulholland 0-3 Louis Heathcote
- Kyren Wilson 3-1 Andy Hicks

### Grupa 6
| Poz. | Zawodnik       | M | Z | R | P | Frejmy wygrane | Frejmy przegrane | Różnica frejmów | Pkt |
| ---- | -------------- | - | - | - | - | -------------- | ---------------- | --------------- | --- |
| 1    | Mark Williams  | 3 | 3 | 0 | 0 | 9              | 1                | +8              | 9   |
| 2    | Dylan Emery    | 3 | 2 | 0 | 1 | 6              | 4                | +2              | 6   |
| 3    | Ken Doherty    | 3 | 1 | 0 | 2 | 4              | 6                | -2              | 3   |
| 4    | Daniel Holoyda | 3 | 0 | 0 | 3 | 1              | 9                | -8              | 0   |

- Mark Williams 3-0 Daniel Holoyda
- Dylan Emery 3-0 Ken Doherty
- Dylan Emery 3-1 Daniel Holoyda
- Mark Williams 3-1 Ken Doherty
- Ken Doherty 3-0 Daniel Holoyda
- Mark Williams 3-0 Dylan Emery

### Grupa 7
| Poz. | Zawodnik        | M | Z | R | P | Frejmy wygrane | Frejmy przegrane | Różnica frejmów | Pkt |
| ---- | --------------- | - | - | - | - | -------------- | ---------------- | --------------- | --- |
| 1    | Long Zehuang    | 3 | 2 | 1 | 0 | 8              | 3                | +5              | 7   |
| 2    | Jackson Page    | 3 | 1 | 2 | 0 | 7              | 5                | +2              | 5   |
| 3    | Allister Carter | 3 | 0 | 2 | 1 | 5              | 7                | -2              | 2   |
| 4    | Ryan Davies     | 3 | 0 | 1 | 2 | 3              | 8                | -5              | 1   |

- Allister Carter 2-2 Ryan Davies
- Jackson Page 2-2 Long Zehuang
- Jackson Page 3-1 Ryan Davies
- Allister Carter 1-3 Long Zehuang
- Long Zehuang 3-0 Ryan Davies
- Allister Carter 2-2 Jackson Page

### Grupa 8
| Poz. | Zawodnik       | M | Z | R | P | Frejmy wygrane | Frejmy przegrane | Różnica frejmów | Pkt |
| ---- | -------------- | - | - | - | - | -------------- | ---------------- | --------------- | --- |
| 1    | Robert Milkins | 3 | 2 | 1 | 0 | 8              | 2                | +6              | 7   |
| 2    | Dominic Dale   | 3 | 2 | 0 | 1 | 6              | 5                | +1              | 6   |
| 3    | Mohammad Asif  | 3 | 1 | 1 | 1 | 6              | 6                | 0               | 4   |
| 4    | Alex Taubman   | 3 | 0 | 0 | 3 | 2              | 9                | -7              | 0   |

- Robert Milkins 3-0 Alex Taubman
- Dominic Dale 3-1 Mohammad Asif
- Dominic Dale 3-1 Alex Taubman
- Robert Milkins 2-2 Mohammad Asif
- Mohammad Asif 3-1 Alex Taubman
- Robert Milkins 3-0 Dominic Dale

### Grupa 9
| Poz. | Zawodnik               | M | Z | R | P | Frejmy wygrane | Frejmy przegrane | Różnica frejmów | Pkt |
| ---- | ---------------------- | - | - | - | - | -------------- | ---------------- | --------------- | --- |
| 1    | John Astley            | 3 | 2 | 1 | 0 | 8              | 4                | +4              | 7   |
| 2    | Ma Hailong             | 3 | 0 | 3 | 0 | 6              | 6                | 0               | 3   |
| 3    | Gary Wilson            | 3 | 0 | 2 | 1 | 5              | 7                | -2              | 2   |
| 4    | Nutcharut Wongharuthai | 3 | 0 | 2 | 1 | 5              | 7                | -2              | 2   |

- Gary Wilson 2-2 Ma Hailong
- John Astley 3-1 Nutcharut Wongharuthai
- John Astley 2-2 Ma Hailong
- Gary Wilson 2-2 Nutcharut Wongharuthai
- Nutcharut Wongharuthai 2-2 Ma Hailong
- Gary Wilson 1-3 John Astley

### Grupa 10
| Poz. | Zawodnik             | M | Z | R | P | Frejmy wygrane | Frejmy przegrane | Różnica frejmów | Pkt |
| ---- | -------------------- | - | - | - | - | -------------- | ---------------- | --------------- | --- |
| 1    | Michael White        | 3 | 3 | 0 | 0 | 9              | 3                | +6              | 9   |
| 2    | Ryan Day             | 3 | 1 | 1 | 1 | 6              | 5                | +1              | 4   |
| 3    | Jiang Jun            | 3 | 1 | 1 | 1 | 6              | 5                | +1              | 4   |
| 4    | Himanshu Dinesh Jain | 3 | 0 | 0 | 3 | 1              | 9                | -8              | 0   |

- Ryan Day 2-2 Jiang Jun
- Michael White 3-1 Himanshu Dinesh Jain
- Michael White 3-1 Jiang Jun
- Ryan Day 3-0 Himanshu Dinesh Jain
- Himanshu Dinesh Jain 0-3 Jiang Jun
- Ryan Day 1-3 Michael White

### Grupa 11
| Poz. | Zawodnik         | M | Z | R | P | Frejmy wygrane | Frejmy przegrane | Różnica frejmów | Pkt |
| ---- | ---------------- | - | - | - | - | -------------- | ---------------- | --------------- | --- |
| 1    | Martin O’Donnell | 3 | 2 | 1 | 0 | 8              | 3                | +5              | 7   |
| 2    | Hossein Vafaei   | 3 | 1 | 1 | 1 | 6              | 6                | 0               | 4   |
| 3    | Aaron Hill       | 3 | 1 | 0 | 2 | 4              | 6                | -2              | 3   |
| 4    | Fergal Quinn     | 3 | 1 | 0 | 2 | 4              | 7                | -3              | 3   |

- Hossein Vafaei 1-3 Fergal Quinn
- Aaron Hill 0-3 Martin O’Donnell
- Aaron Hill 3-0 Fergal Quinn
- Hossein Vafaei 2-2 Martin O’Donnell
- Martin O’Donnell 3-1 Fergal Quinn
- Hossein Vafaei 3-1 Aaron Hill

### Grupa 12
| Poz. | Zawodnik      | M | Z | R | P | Frejmy wygrane | Frejmy przegrane | Różnica frejmów | Pkt |
| ---- | ------------- | - | - | - | - | -------------- | ---------------- | --------------- | --- |
| 1    | Sanderson Lam | 3 | 2 | 1 | 0 | 8              | 4                | +4              | 7   |
| 2    | Barry Hawkins | 3 | 1 | 2 | 0 | 7              | 5                | +2              | 5   |
| 3    | Zhang Anda    | 3 | 1 | 1 | 1 | 6              | 6                | 0               | 4   |
| 4    | Jamie O’Neill | 3 | 0 | 0 | 3 | 3              | 9                | -6              | 0   |

- Barry Hawkins 3-1 Jamie O’Neill
- Zhang Anda 1-3 Sanderson Lam
- Zhang Anda 3-1 Jamie O’Neill
- Barry Hawkins 2-2 Sanderson Lam
- Sanderson Lam 3-1 Jamie O’Neill
- Barry Hawkins 2-2 Zhang Anda

### Grupa 13
| Poz. | Zawodnik              | M | Z | R | P | Frejmy wygrane | Frejmy przegrane | Różnica frejmów | Pkt |
| ---- | --------------------- | - | - | - | - | -------------- | ---------------- | --------------- | --- |
| 1    | David Gilbert         | 3 | 2 | 1 | 0 | 8              | 3                | +5              | 7   |
| 2    | Yuan Sijun            | 3 | 2 | 0 | 1 | 7              | 3                | +4              | 6   |
| 3    | Ishpreet Singh Chadha | 3 | 1 | 1 | 1 | 5              | 5                | 0               | 4   |
| 4    | Sean O’Sullivan       | 3 | 0 | 0 | 3 | 0              | 9                | -9              | 0   |

- David Gilbert 2-2 Ishpreet Singh Chadha
- Yuan Sijun 3-0 Sean O’Sullivan
- Yuan Sijun 3-0 Ishpreet Singh Chadha
- David Gilbert 3-0 Sean O’Sullivan
- Sean O’Sullivan 0-3 Ishpreet Singh Chadha
- David Gilbert 3-1 Yuan Sijun

### Grupa 14
| Poz. | Zawodnik     | M | Z | R | P | Frejmy wygrane | Frejmy przegrane | Różnica frejmów | Pkt |
| ---- | ------------ | - | - | - | - | -------------- | ---------------- | --------------- | --- |
| 1    | Liu Hongyu   | 3 | 3 | 0 | 0 | 9              | 2                | +7              | 9   |
| 2    | David Lilley | 3 | 1 | 1 | 1 | 5              | 6                | -1              | 4   |
| 3    | Ricky Walden | 3 | 0 | 2 | 1 | 5              | 7                | -2              | 2   |
| 4    | Peng Yisong  | 3 | 0 | 1 | 2 | 4              | 8                | -4              | 1   |

- Ricky Walden 1-3 Liu Hongyu
- David Lilley 3-1 Peng Yisong
- David Lilley 0-3 Liu Hongyu
- Ricky Walden 2-2 Peng Yisong
- Peng Yisong 1-3 Liu Hongyu
- Ricky Walden 2-2 David Lilley

### Grupa 15
| Poz. | Zawodnik        | M | Z | R | P | Frejmy wygrane | Frejmy przegrane | Różnica frejmów | Pkt |
| ---- | --------------- | - | - | - | - | -------------- | ---------------- | --------------- | --- |
| 1    | Matthew Stevens | 3 | 2 | 0 | 1 | 7              | 4                | +3              | 6   |
| 2    | Allan Taylor    | 3 | 1 | 1 | 1 | 6              | 6                | 0               | 4   |
| 3    | Stuart Bingham  | 3 | 1 | 1 | 1 | 6              | 6                | 0               | 4   |
| 4    | Duane Jones     | 3 | 0 | 2 | 1 | 4              | 7                | -3              | 2   |

- Stuart Bingham 2-2 Duane Jones
- Matthew Stevens 3-1 Allan Taylor
- Matthew Stevens 3-0 Duane Jones
- Stuart Bingham 1-3 Allan Taylor
- Allan Taylor 2-2 Duane Jones
- Stuart Bingham 3-1 Matthew Stevens

### Grupa 16
| Poz. | Zawodnik        | M | Z | R | P | Frejmy wygrane | Frejmy przegrane | Różnica frejmów | Pkt |
| ---- | --------------- | - | - | - | - | -------------- | ---------------- | --------------- | --- |
| 1    | Ben Woollaston  | 3 | 2 | 1 | 0 | 8              | 2                | +6              | 7   |
| 2    | Jimmy Robertson | 3 | 1 | 1 | 1 | 6              | 6                | 0               | 4   |
| 3    | Peter Lines     | 3 | 1 | 1 | 1 | 5              | 6                | -1              | 4   |
| 4    | Liam Graham     | 3 | 0 | 1 | 2 | 3              | 8                | -5              | 1   |

- Jimmy Robertson 1-3 Peter Lines
- Ben Woollaston 3-0 Liam Graham
- Ben Woollaston 3-0 Peter Lines
- Jimmy Robertson 3-1 Liam Graham
- Liam Graham 2-2 Peter Lines
- Jimmy Robertson 2-2 Ben Woollaston

### Grupa 17
| Poz. | Zawodnik      | M | Z | R | P | Frejmy wygrane | Frejmy przegrane | Różnica frejmów | Pkt |
| ---- | ------------- | - | - | - | - | -------------- | ---------------- | --------------- | --- |
| 1    | Zhou Yuelong  | 3 | 2 | 0 | 1 | 6              | 3                | +3              | 6   |
| 2    | Oliver Brown  | 3 | 1 | 1 | 1 | 6              | 5                | +1              | 4   |
| 3    | Chris Totten  | 3 | 1 | 1 | 1 | 5              | 6                | -1              | 4   |
| 4    | Ashley Hugill | 3 | 1 | 0 | 2 | 4              | 7                | -3              | 3   |

- Zhou Yuelong 3-0 Chris Totten
- Ashley Hugill 3-1 Oliver Brown
- Ashley Hugill 1-3 Chris Totten
- Zhou Yuelong 0-3 Oliver Brown
- Oliver Brown 2-2 Chris Totten
- Zhou Yuelong 3-0 Ashley Hugill

### Grupa 18
| Poz. | Zawodnik          | M | Z | R | P | Frejmy wygrane | Frejmy przegrane | Różnica frejmów | Pkt |
| ---- | ----------------- | - | - | - | - | -------------- | ---------------- | --------------- | --- |
| 1    | Joe Perry         | 3 | 2 | 1 | 0 | 8              | 2                | +6              | 7   |
| 2    | Jamie Clarke      | 3 | 2 | 0 | 1 | 6              | 5                | +1              | 6   |
| 3    | Stuart Carrington | 3 | 1 | 1 | 1 | 6              | 5                | +1              | 4   |
| 4    | Andy Lee          | 3 | 0 | 0 | 3 | 1              | 9                | -8              | 0   |

- Joe Perry 2-2 Stuart Carrington
- Jamie Clarke 3-1 Andy Lee
- Jamie Clarke 3-1 Stuart Carrington
- Joe Perry 3-0 Andy Lee
- Andy Lee 0-3 Stuart Carrington
- Joe Perry 3-0 Jamie Clarke

### Grupa 19
| Poz. | Zawodnik         | M | Z | R | P | Frejmy wygrane | Frejmy przegrane | Różnica frejmów | Pkt |
| ---- | ---------------- | - | - | - | - | -------------- | ---------------- | --------------- | --- |
| 1    | Noppon Saengkham | 3 | 2 | 1 | 0 | 8              | 3                | +5              | 7   |
| 2    | Mark Davis       | 3 | 1 | 2 | 0 | 7              | 4                | +3              | 5   |
| 3    | Ross Muir        | 3 | 0 | 2 | 1 | 4              | 7                | -3              | 2   |
| 4    | Jenson Kendrick  | 3 | 0 | 1 | 2 | 3              | 8                | -5              | 1   |

- Noppon Saengkham 3-0 Ross Muir
- Mark Davis 3-0 Jenson Kendrick
- Mark Davis 2-2 Ross Muir
- Noppon Saengkham 3-1 Jenson Kendrick
- Jenson Kendrick 2-2 Ross Muir
- Noppon Saengkham 2-2 Mark Davis

### Grupa 20
| Poz. | Zawodnik      | M | Z | R | P | Frejmy wygrane | Frejmy przegrane | Różnica frejmów | Pkt |
| ---- | ------------- | - | - | - | - | -------------- | ---------------- | --------------- | --- |
| 1    | James Cahill  | 3 | 2 | 0 | 1 | 6              | 3                | +3              | 6   |
| 2    | Matthew Selt  | 3 | 2 | 0 | 1 | 6              | 3                | +3              | 6   |
| 3    | Sydney Wilson | 3 | 1 | 1 | 1 | 5              | 5                | 0               | 4   |
| 4    | Andres Petrov | 3 | 0 | 1 | 2 | 2              | 8                | -6              | 1   |

- Matthew Selt 3-0 Sydney Wilson
- James Cahill 3-0 Andres Petrov
- James Cahill 0-3 Sydney Wilson
- Matthew Selt 3-0 Andres Petrov
- Andres Petrov 2-2 Sydney Wilson
- Matthew Selt 0-3 James Cahill

### Grupa 21
| Poz. | Zawodnik      | M | Z | R | P | Frejmy wygrane | Frejmy przegrane | Różnica frejmów | Pkt |
| ---- | ------------- | - | - | - | - | -------------- | ---------------- | --------------- | --- |
| 1    | Chris Wakelin | 3 | 2 | 0 | 1 | 6              | 4                | +2              | 6   |
| 2    | Oliver Lines  | 3 | 1 | 2 | 0 | 7              | 4                | +3              | 5   |
| 3    | Liam Pullen   | 3 | 1 | 1 | 1 | 5              | 6                | -1              | 4   |
| 4    | Anton Kazakov | 3 | 0 | 1 | 2 | 4              | 8                | -4              | 1   |

- Chris Wakelin 3-0 Liam Pullen
- Oliver Lines 2-2 Anton Kazakov
- Oliver Lines 2-2 Liam Pullen
- Chris Wakelin 3-1 Anton Kazakov
- Anton Kazakov 1-3 Liam Pullen
- Chris Wakelin 0-3 Oliver Lines

### Grupa 22
| Poz. | Zawodnik        | M | Z | R | P | Frejmy wygrane | Frejmy przegrane | Różnica frejmów | Pkt |
| ---- | --------------- | - | - | - | - | -------------- | ---------------- | --------------- | --- |
| 1    | Robbie Williams | 3 | 2 | 1 | 0 | 8              | 4                | +4              | 7   |
| 2    | Zak Surety      | 3 | 1 | 1 | 1 | 5              | 5                | 0               | 4   |
| 3    | Joe O’Connor    | 3 | 1 | 0 | 2 | 5              | 6                | -1              | 3   |
| 4    | Alfie Davies    | 3 | 1 | 0 | 2 | 4              | 7                | -3              | 3   |

- Joe O’Connor 1-3 Alfie Davies
- Robbie Williams 2-2 Zak Surety
- Robbie Williams 3-1 Alfie Davies
- Joe O’Connor 3-0 Zak Surety
- Zak Surety 3-0 Alfie Davies
- Joe O’Connor 1-3 Robbie Williams

### Grupa 23
| Poz. | Zawodnik       | M | Z | R | P | Frejmy wygrane | Frejmy przegrane | Różnica frejmów | Pkt |
| ---- | -------------- | - | - | - | - | -------------- | ---------------- | --------------- | --- |
| 1    | Sam Craigie    | 3 | 2 | 1 | 0 | 8              | 2                | +6              | 7   |
| 2    | Fan Zhengyi    | 3 | 1 | 2 | 0 | 7              | 4                | +3              | 5   |
| 3    | Fergal O’Brien | 3 | 1 | 1 | 1 | 5              | 5                | 0               | 4   |
| 4    | Ahmed Aly      | 3 | 0 | 0 | 3 | 0              | 9                | -9              | 0   |

- Fan Zhengyi 3-0 Ahmed Aly
- Sam Craigie 3-0 Fergal O’Brien
- Sam Craigie 3-0 Ahmed Aly
- Fan Zhengyi 2-2 Fergal O’Brien
- Fergal O’Brien 3-0 Ahmed Aly
- Fan Zhengyi 2-2 Sam Craigie

### Grupa 24
| Poz. | Zawodnik    | M | Z | R | P | Frejmy wygrane | Frejmy przegrane | Różnica frejmów | Pkt |
| ---- | ----------- | - | - | - | - | -------------- | ---------------- | --------------- | --- |
| 1    | Pang Junxu  | 3 | 3 | 0 | 0 | 9              | 2                | +7              | 9   |
| 2    | Wu Yize     | 3 | 1 | 1 | 1 | 6              | 6                | 0               | 4   |
| 3    | Hammad Miah | 3 | 0 | 2 | 1 | 5              | 7                | -2              | 2   |
| 4    | Stan Moody  | 3 | 0 | 1 | 2 | 3              | 8                | -5              | 1   |

- Pang Junxu 3-0 Stan Moody
- Wu Yize 2-2 Hammad Miah
- Wu Yize 3-1 Stan Moody
- Pang Junxu 3-1 Hammad Miah
- Hammad Miah 2-2 Stan Moody
- Pang Junxu 3-1 Wu Yize

### Grupa 25
| Poz. | Zawodnik        | M | Z | R | P | Frejmy wygrane | Frejmy przegrane | Różnica frejmów | Pkt |
| ---- | --------------- | - | - | - | - | -------------- | ---------------- | --------------- | --- |
| 1    | Si Jiahui       | 3 | 2 | 1 | 0 | 8              | 3                | +5              | 7   |
| 2    | Mark Joyce      | 3 | 1 | 1 | 1 | 5              | 5                | 0               | 4   |
| 3    | Mohamed Ibrahim | 3 | 0 | 3 | 0 | 6              | 6                | 0               | 3   |
| 4    | Haydon Pinhey   | 3 | 0 | 1 | 2 | 3              | 8                | -5              | 1   |

- Si Jiahui 3-1 Haydon Pinhey
- Mark Joyce 2-2 Mohamed Ibrahim
- Mark Joyce 3-0 Haydon Pinhey
- Si Jiahui 2-2 Mohamed Ibrahim
- Mohamed Ibrahim 2-2 Haydon Pinhey
- Si Jiahui 3-0 Mark Joyce

### Grupa 26
| Poz. | Zawodnik      | M | Z | R | P | Frejmy wygrane | Frejmy przegrane | Różnica frejmów | Pkt |
| ---- | ------------- | - | - | - | - | -------------- | ---------------- | --------------- | --- |
| 1    | Jak Jones     | 3 | 2 | 1 | 0 | 8              | 3                | +5              | 7   |
| 2    | Jamie Jones   | 3 | 1 | 1 | 1 | 6              | 5                | +1              | 4   |
| 3    | Dean Young    | 3 | 0 | 3 | 0 | 6              | 6                | 0               | 3   |
| 4    | Rebecca Kenna | 3 | 0 | 1 | 2 | 2              | 8                | -6              | 1   |

- Jak Jones 2-2 Dean Young
- Jamie Jones 3-0 Rebecca Kenna
- Jamie Jones 2-2 Dean Young
- Jak Jones 3-0 Rebecca Kenna
- Rebecca Kenna 2-2 Dean Young
- Jak Jones 3-1 Jamie Jones

### Grupa 27
| Poz. | Zawodnik        | M | Z | R | P | Frejmy wygrane | Frejmy przegrane | Różnica frejmów | Pkt |
| ---- | --------------- | - | - | - | - | -------------- | ---------------- | --------------- | --- |
| 1    | Barry Pinches   | 3 | 2 | 1 | 0 | 8              | 4                | +4              | 7   |
| 2    | Julien Leclercq | 3 | 2 | 0 | 1 | 7              | 4                | +3              | 6   |
| 3    | Jordan Brown    | 3 | 0 | 2 | 1 | 4              | 7                | -3              | 2   |
| 4    | Joshua Thomond  | 3 | 0 | 1 | 2 | 4              | 8                | -4              | 1   |

- Jordan Brown 2-2 Barry Pinches
- Julien Leclercq 3-1 Joshua Thomond
- Julien Leclercq 1-3 Barry Pinches
- Jordan Brown 2-2 Joshua Thomond
- Joshua Thomond 1-3 Barry Pinches
- Jordan Brown 0-3 Julien Leclercq

### Grupa 28
| Poz. | Zawodnik         | M | Z | R | P | Frejmy wygrane | Frejmy przegrane | Różnica frejmów | Pkt |
| ---- | ---------------- | - | - | - | - | -------------- | ---------------- | --------------- | --- |
| 1    | Anthony Hamilton | 3 | 1 | 2 | 0 | 7              | 4                | +3              | 5   |
| 2    | Xing Zihao       | 3 | 1 | 1 | 1 | 5              | 6                | -1              | 4   |
| 3    | Ben Mertens      | 3 | 0 | 3 | 0 | 6              | 6                | 0               | 3   |
| 4    | Ryan Thomerson   | 3 | 0 | 2 | 1 | 5              | 7                | -2              | 2   |

- Anthony Hamilton 3-0 Xing Zihao
- Ben Mertens 2-2 Ryan Thomerson
- Ben Mertens 2-2 Xing Zihao
- Anthony Hamilton 2-2 Ryan Thomerson
- Ryan Thomerson 1-3 Xing Zihao
- Anthony Hamilton 2-2 Ben Mertens

### Grupa 29
| Poz. | Zawodnik           | M | Z | R | P | Frejmy wygrane | Frejmy przegrane | Różnica frejmów | Pkt |
| ---- | ------------------ | - | - | - | - | -------------- | ---------------- | --------------- | --- |
| 1    | Thepchaiya Un-Nooh | 3 | 3 | 0 | 0 | 9              | 1                | +8              | 9   |
| 2    | Florian Nüßle      | 3 | 2 | 0 | 1 | 6              | 3                | +3              | 6   |
| 3    | Elliot Slessor     | 3 | 1 | 0 | 2 | 3              | 7                | -4              | 3   |
| 4    | Victor Sarkis      | 3 | 0 | 0 | 3 | 2              | 9                | -7              | 0   |

- Thepchaiya Un-Nooh 3-0 Florian Nüßle
- Elliot Slessor 3-1 Victor Sarkis
- Elliot Slessor 0-3 Florian Nüßle
- Thepchaiya Un-Nooh 3-1 Victor Sarkis
- Victor Sarkis 0-3 Florian Nüßle
- Thepchaiya Un-Nooh 3-0 Elliot Slessor

### Grupa 30
| Poz. | Zawodnik         | M | Z | R | P | Frejmy wygrane | Frejmy przegrane | Różnica frejmów | Pkt |
| ---- | ---------------- | - | - | - | - | -------------- | ---------------- | --------------- | --- |
| 1    | Daniel Wells     | 3 | 3 | 0 | 0 | 9              | 1                | +8              | 9   |
| 2    | Andrew Higginson | 3 | 1 | 1 | 1 | 5              | 5                | 0               | 4   |
| 3    | Graeme Dott      | 3 | 1 | 0 | 2 | 4              | 7                | -3              | 3   |
| 4    | David Grace      | 3 | 0 | 1 | 2 | 3              | 8                | -5              | 1   |

- Graeme Dott 0-3 Andrew Higginson
- David Grace 0-3 Daniel Wells
- David Grace 2-2 Andrew Higginson
- Graeme Dott 1-3 Daniel Wells
- Daniel Wells 3-0 Andrew Higginson
- Graeme Dott 3-1 David Grace

### Grupa 31
| Poz. | Zawodnik         | M | Z | R | P | Frejmy wygrane | Frejmy przegrane | Różnica frejmów | Pkt |
| ---- | ---------------- | - | - | - | - | -------------- | ---------------- | --------------- | --- |
| 1    | Cao Yupeng       | 3 | 3 | 0 | 0 | 9              | 1                | +8              | 9   |
| 2    | Lü Haotian       | 3 | 1 | 1 | 1 | 6              | 5                | +1              | 4   |
| 3    | Ian Burns        | 3 | 1 | 1 | 1 | 5              | 6                | -1              | 4   |
| 4    | Steven Hallworth | 3 | 0 | 0 | 3 | 1              | 9                | -8              | 0   |

- Cao Yupeng 3-0 Steven Hallworth
- Lü Haotian 2-2 Ian Burns
- Lü Haotian 3-0 Steven Hallworth
- Cao Yupeng 3-0 Ian Burns
- Ian Burns 3-1 Steven Hallworth
- Cao Yupeng 3-1 Lü Haotian

### Grupa 32
| Poz. | Zawodnik              | M | Z | R | P | Frejmy wygrane | Frejmy przegrane | Różnica frejmów | Pkt |
| ---- | --------------------- | - | - | - | - | -------------- | ---------------- | --------------- | --- |
| 1    | Xiao Guodong          | 3 | 2 | 1 | 0 | 8              | 3                | +5              | 7   |
| 2    | Alexander Ursenbacher | 3 | 1 | 1 | 1 | 6              | 5                | +1              | 4   |
| 3    | Martin Gould          | 3 | 0 | 2 | 1 | 4              | 7                | -3              | 2   |
| 4    | Rory McLeod           | 3 | 0 | 2 | 1 | 4              | 7                | -3              | 2   |

- Xiao Guodong 2-2 Rory McLeod
- Martin Gould 2-2 Alexander Ursenbacher
- Martin Gould 2-2 Rory McLeod
- Xiao Guodong 3-1 Alexander Ursenbacher
- Alexander Ursenbacher 3-0 Rory McLeod
- Xiao Guodong 3-0 Martin Gould

## Etap 2

### Grupa A
| Poz. | Zawodnik       | M | Z | R | P | Frejmy wygrane | Frejmy przegrane | Różnica frejmów | Pkt |
| ---- | -------------- | - | - | - | - | -------------- | ---------------- | --------------- | --- |
| 1    | Xiao Guodong   | 3 | 1 | 2 | 0 | 7              | 4                | +3              | 5   |
| 2    | Michael Holt   | 3 | 1 | 2 | 0 | 7              | 4                | +3              | 5   |
| 3    | Zhou Yuelong   | 3 | 0 | 2 | 1 | 4              | 7                | -3              | 2   |
| 4    | Ben Woollaston | 3 | 0 | 2 | 1 | 4              | 7                | -3              | 2   |

- Michael Holt 2-2 Xiao Guodong
- Ben Woollaston 2-2 Zhou Yuelong
- Michael Holt 2-2 Zhou Yuelong
- Ben Woollaston 2-2 Xiao Guodong
- Zhou Yuelong 0-3 Xiao Guodong
- Michael Holt 3-0 Ben Woollaston

### Grupa B
| Poz. | Zawodnik        | M | Z | R | P | Frejmy wygrane | Frejmy przegrane | Różnica frejmów | Pkt |
| ---- | --------------- | - | - | - | - | -------------- | ---------------- | --------------- | --- |
| 1    | Cao Yupeng      | 3 | 1 | 2 | 0 | 7              | 4                | +3              | 5   |
| 2    | Judd Trump      | 3 | 1 | 2 | 0 | 7              | 5                | +2              | 5   |
| 3    | Matthew Stevens | 3 | 0 | 2 | 1 | 5              | 7                | -2              | 2   |
| 4    | Joe Perry       | 3 | 0 | 2 | 1 | 4              | 7                | -3              | 2   |

- Judd Trump 2-2 Cao Yupeng
- Matthew Stevens 2-2 Joe Perry
- Judd Trump 2-2 Joe Perry
- Matthew Stevens 2-2 Cao Yupeng
- Joe Perry 0-3 Cao Yupeng
- Judd Trump 3-1 Matthew Stevens

### Grupa C
| Poz. | Zawodnik         | M | Z | R | P | Frejmy wygrane | Frejmy przegrane | Różnica frejmów | Pkt |
| ---- | ---------------- | - | - | - | - | -------------- | ---------------- | --------------- | --- |
| 1    | Noppon Saengkham | 3 | 2 | 1 | 0 | 8              | 3                | +5              | 7   |
| 2    | Liu Hongyu       | 3 | 1 | 1 | 1 | 5              | 6                | -1              | 4   |
| 3    | Ashley Carty     | 3 | 1 | 0 | 2 | 5              | 7                | -2              | 3   |
| 4    | Daniel Wells     | 3 | 0 | 2 | 1 | 5              | 7                | -2              | 2   |

- Ashley Carty 1-3 Noppon Saengkham
- Liu Hongyu 2-2 Daniel Wells
- Ashley Carty 3-1 Daniel Wells
- Liu Hongyu 0-3 Noppon Saengkham
- Daniel Wells 2-2 Noppon Saengkham
- Ashley Carty 1-3 Liu Hongyu

### Grupa D
| Poz. | Zawodnik           | M | Z | R | P | Frejmy wygrane | Frejmy przegrane | Różnica frejmów | Pkt |
| ---- | ------------------ | - | - | - | - | -------------- | ---------------- | --------------- | --- |
| 1    | Shaun Murphy       | 3 | 2 | 1 | 0 | 8              | 3                | +5              | 7   |
| 2    | David Gilbert      | 3 | 1 | 2 | 0 | 7              | 4                | +3              | 5   |
| 3    | Thepchaiya Un-Nooh | 3 | 0 | 2 | 1 | 4              | 7                | -3              | 2   |
| 4    | James Cahill       | 3 | 0 | 1 | 2 | 3              | 8                | -5              | 1   |

- Shaun Murphy 3-1 James Cahill
- David Gilbert 2-2 Thepchaiya Un-Nooh
- Shaun Murphy 3-0 Thepchaiya Un-Nooh
- David Gilbert 3-0 James Cahill
- Thepchaiya Un-Nooh 2-2 James Cahill
- Shaun Murphy 2-2 David Gilbert

### Grupa E
| Poz. | Zawodnik         | M | Z | R | P | Frejmy wygrane | Frejmy przegrane | Różnica frejmów | Pkt |
| ---- | ---------------- | - | - | - | - | -------------- | ---------------- | --------------- | --- |
| 1    | Chris Wakelin    | 3 | 2 | 1 | 0 | 8              | 3                | +5              | 7   |
| 2    | Kyren Wilson     | 3 | 2 | 0 | 1 | 7              | 3                | +4              | 6   |
| 3    | Anthony Hamilton | 3 | 1 | 0 | 2 | 3              | 6                | -3              | 3   |
| 4    | Sanderson Lam    | 3 | 0 | 1 | 2 | 2              | 8                | -6              | 1   |

- Kyren Wilson 3-0 Anthony Hamilton
- Sanderson Lam 2-2 Chris Wakelin
- Kyren Wilson 1-3 Chris Wakelin
- Sanderson Lam 0-3 Anthony Hamilton
- Chris Wakelin 3-0 Anthony Hamilton
- Kyren Wilson 3-0 Sanderson Lam

### Grupa F
| Poz. | Zawodnik         | M | Z | R | P | Frejmy wygrane | Frejmy przegrane | Różnica frejmów | Pkt |
| ---- | ---------------- | - | - | - | - | -------------- | ---------------- | --------------- | --- |
| 1    | Mark Williams    | 3 | 3 | 0 | 0 | 9              | 0                | +9              | 9   |
| 2    | Robbie Williams  | 3 | 1 | 1 | 1 | 5              | 5                | 0               | 4   |
| 3    | Martin O’Donnell | 3 | 1 | 1 | 1 | 5              | 6                | -1              | 4   |
| 4    | Barry Pinches    | 3 | 0 | 0 | 3 | 1              | 9                | -8              | 0   |

- Mark Williams 3-0 Barry Pinches
- Martin O’Donnell 2-2 Robbie Williams
- Mark Williams 3-0 Robbie Williams
- Martin O’Donnell 3-1 Barry Pinches
- Robbie Williams 3-0 Barry Pinches
- Mark Williams 3-0 Martin O’Donnell

### Grupa G
| Poz. | Zawodnik      | M | Z | R | P | Frejmy wygrane | Frejmy przegrane | Różnica frejmów | Pkt |
| ---- | ------------- | - | - | - | - | -------------- | ---------------- | --------------- | --- |
| 1    | Sam Craigie   | 3 | 2 | 1 | 0 | 8              | 3                | +5              | 7   |
| 2    | Michael White | 3 | 1 | 1 | 1 | 5              | 6                | -1              | 4   |
| 3    | Long Zehuang  | 3 | 0 | 3 | 0 | 6              | 6                | 0               | 3   |
| 4    | Jak Jones     | 3 | 0 | 1 | 2 | 4              | 8                | -4              | 1   |

- Long Zehuang 2-2 Jak Jones
- Michael White 0-3 Sam Craigie
- Long Zehuang 2-2 Sam Craigie
- Michael White 3-1 Jak Jones
- Sam Craigie 3-1 Jak Jones
- Long Zehuang 2-2 Michael White

### Grupa H
| Poz. | Zawodnik       | M | Z | R | P | Frejmy wygrane | Frejmy przegrane | Różnica frejmów | Pkt |
| ---- | -------------- | - | - | - | - | -------------- | ---------------- | --------------- | --- |
| 1    | Robert Milkins | 3 | 1 | 2 | 0 | 7              | 4                | +3              | 5   |
| 2    | Si Jiahui      | 3 | 1 | 1 | 1 | 6              | 6                | 0               | 4   |
| 3    | John Astley    | 3 | 1 | 1 | 1 | 5              | 6                | -1              | 4   |
| 4    | Pang Junxu     | 3 | 0 | 2 | 1 | 5              | 7                | -2              | 2   |

- Robert Milkins 3-0 John Astley
- Pang Junxu 1-3 Si Jiahui
- Robert Milkins 2-2 Si Jiahui
- Pang Junxu 2-2 John Astley
- Si Jiahui 1-3 John Astley
- Robert Milkins 2-2 Pang Junxu

## Etap 3

### Grupa 1
| Poz. | Zawodnik       | M | Z | R | P | Frejmy wygrane | Frejmy przegrane | Różnica frejmów | Pkt |
| ---- | -------------- | - | - | - | - | -------------- | ---------------- | --------------- | --- |
| 1    | Shaun Murphy   | 3 | 1 | 2 | 0 | 7              | 5                | +2              | 5   |
| 2    | Chris Wakelin  | 3 | 1 | 1 | 1 | 6              | 6                | 0               | 4   |
| 3    | Robert Milkins | 3 | 0 | 3 | 0 | 6              | 6                | 0               | 3   |
| 4    | Xiao Guodong   | 3 | 0 | 2 | 1 | 5              | 7                | -2              | 2   |

- Robert Milkins 2-2 Chris Wakelin
- Shaun Murphy 2-2 Xiao Guodong
- Shaun Murphy 3-1 Chris Wakelin
- Robert Milkins 2-2 Xiao Guodong
- Xiao Guodong 1-3 Chris Wakelin
- Robert Milkins 2-2 Shaun Murphy

### Grupa 2
| Poz. | Zawodnik         | M | Z | R | P | Frejmy wygrane | Frejmy przegrane | Różnica frejmów | Pkt |
| ---- | ---------------- | - | - | - | - | -------------- | ---------------- | --------------- | --- |
| 1    | Mark Williams    | 3 | 2 | 1 | 0 | 8              | 4                | +4              | 7   |
| 2    | Sam Craigie      | 3 | 1 | 2 | 0 | 7              | 4                | +3              | 5   |
| 3    | Noppon Saengkham | 3 | 1 | 1 | 1 | 6              | 5                | +1              | 4   |
| 4    | Cao Yupeng       | 3 | 0 | 0 | 3 | 1              | 9                | -8              | 0   |

- Cao Yupeng 0-3 Noppon Saengkham
- Sam Craigie 2-2 Mark Williams
- Sam Craigie 2-2 Noppon Saengkham
- Cao Yupeng 1-3 Mark Williams
- Sam Craigie 3-0 Cao Yupeng
- Noppon Saengkham 1-3 Mark Williams

### Finał
- Shaun Murphy 3-0 Mark Williams

## Brejki stupunktowe
- 145, 141, 134, 133, 122  Cao Yupeng
- 140, 132, 111, 105  Thepchaiya Un-Nooh
- 140, 114  Ma Hailong
- 140  Sean McAllister
- 138, 104, 102, 102  Zhang Anda
- 137  Robbie Williams
- 136, 128, 121, 119, 101  Mark Williams
- 135, 123, 113, 101  David Gilbert
- 135  Pang Junxu
- 134, 128, 118, 111, 102, 100  Kyren Wilson
- 134  Michael Holt
- 133, 133, 110, 106, 100  Shaun Murphy
- 132, 106  Yuan Sijun
- 132  Ian Burns
- 131  Gary Wilson
- 131  Ben Mertens
- 131  Martin O’Donnell
- 129  Allan Taylor
- 128, 102  Joe Perry
- 128  John Astley
- 126  Oliver Lines
- 124, 101  Michael White
- 123, 109, 101  Xiao Guodong
- 123, 100  Noppon Saengkham
- 120, 119, 109, 109, 103, 102  Judd Trump
- 120  Hossein Vafaei
- 117  Jackson Page
- 117  Sam Craigie
- 116  Adam Duffy
- 116  Lukas Kleckers
- 116  Mohammad Asif
- 115, 110, 103  Anthony Hamilton
- 115  Lü Haotian
- 114, 107, 105  Zhou Yuelong
- 114  Chris Wakelin
- 112, 106, 104  Matthew Selt
- 112  Mark Joyce
- 111  Craig Steadman
- 111  Peng Yisong
- 111  Matthew Stevens
- 110, 102, 101  Fan Zhengyi
- 109  Jamie Jones
- 108  Dylan Emery
- 105  Ken Doherty
- 105  Stuart Bingham
- 105  Mark Davis
- 104  Ross Muir
- 104  Alexander Ursenbacher
- 104  Si Jiahui
- 103, 102  Julien Leclercq
- 103  Victor Sarkis
- 100  Stan Moody
- 100  Daniel Wells